# Dog Days Are Over
Albums de The Scabs
Inbetweenies
(1993) Live Dog
(1993)
Dog Days Are Over, sorti en 1993, est le cinquième album du groupe de rock belge The Scabs.

## L'album
Dernier album studio avec le guitariste Willy Willy.
Album produit par le célèbre producteur Mike Vernon qui a notamment travaillé avec David Bowie, John Mayall, Fleetwood Mac, Rod Stewart, Dr. Feelgood, Ten Years After et bien d'autres.
Toutes les compositions ont été écrites par les membres du groupe.

## Les musiciens
- Guy Swinnen : voix, guitare
- Willy Willy : guitare
- Fons Sijmons : basse
- Frankie Saenen : batterie

## Les titres
1. Fortune Tellers - 5 min 06 s
2. Total Stranger - 3 min 49 s
3. She's Jivin' - 5 min 27 s
4. Let Him Whine - 3 min 20 s
5. All You Ever Do - 4 min 35 s
6. Government Rules - 4 min 22 s
7. Four Aces - 3 min 36 s
8. Mama Is It Normal - 4 min 53 s
9. She's a Shark - 5 min 31 s
10. Hold the Thief - 3 min 18 s
11. The Party's Over - 4 min 24 s
12. Anyway - 4 min 50 s

## Informations sur le contenu de l'album
- She's Jivin', Let Him Whine, All You Ever Do, Four Aces et The Party's Over sont également sortis en single
- Bob Ross et Mick Weaver assurent les parties de claviers
- Beverly Jo Scott assure les chœurs féminins et Patrick Riguelle les chœurs masculins